# Compo (Unternehmen)
Die Compo GmbH (Eigenschreibweise COMPO) mit Hauptsitz in Münster ist ein Hersteller von biologisch-chemischen Produkten für Endverbraucher in den Bereichen Haus und Garten sowie von Spezialdüngemitteln für professionelle Anwender.

## Unternehmensprofil
Die wichtigsten Produkte des Unternehmens sind  Blumenerde, Dünger für Rasen und Garten, Rasensaat sowie Pflanzenschutzmittel und Produkte zur Pflanzenpflege im Innen- und Außenbereich. Diese werden als Eigenmarken sowie als Handelsmarken vertrieben. Neben der Hauptmarke Compo führt die Firma unter anderem die Marken Algoflash, Gesal und Vorox.

## Geschichte
Das Unternehmen wurde 1956 in Münster unter dem Namen Holländisch-Deutsche Düngemittel-Gesellschaft Todenhagen & Sprenger KG durch Konsul E. H. Sprenger gegründet und bot unter der Markenbezeichnung Compo Sana als erster Hersteller konfektionierte Blumenerde an. 1959 zog das Unternehmen auf das heutige Werksgelände in Münster-Handorf und nutzte seit 1964 die Compo-Primel als Markenzeichen. Bereits seit den 1960er-Jahren sorgten Werbekampagnen im Print- und TV-Bereich für eine deutschlandweite Bekanntheit.
1967 übernahm die damalige Salzdetfurth AG (Vorläufer der heutigen K+S) 50 % der Gesellschaftsanteile; somit begann die Zusammenarbeit mit der „Salzdetfurth Verkaufskontor GmbH“ mit Gründung der „Salzdetfurth COMPO-Werk GmbH & Co. KG“ in Handorf, an der die Salzdetfurth und E. H. Sprenger gleichberechtigt beteiligt waren. Wintershall erwarb 1971 vom Firmengründer E. H. Sprenger dessen 50-prozentigen Anteil an der „Salzdetfurth COMPO-Werk GmbH & Co. KG“. Salzdetfurth konzentrierte im gleichen Jahr den eigenen Bereich der Spezialdünger bei Compo; das führte unter anderem dazu, dass Compo ab 1971 auch die Spezial- und Flüssigdünger der Chemischen Fabrik Kalk in Köln (CFK) vertrieb und somit in den Profi-Markt einstieg.
Im Zuge der Umfirmierung der Salzdetfurth im Jahr 1972 ging der 50-prozentige Salzdetfurth-Anteil an Compo an die Kali und Salz. Damit hielten Kali und Salz und Wintershall je 50 % an Compo. Wintershall trat 1976 ihre 50 % Compo-Anteile an ihren Hauptaktionär BASF ab, die dann 1986 im Rahmen ihrer damaligen Diversifizierungsstrategie Compo komplett übernahm.
1999 erwarb K+S für 420 Millionen DM Compo von der BASF zurück, die sich nun auf ihr Kerngeschäft in der Chemie konzentrierte. K+S legte die Geschäftstätigkeit ihrer Tochter Fertiva und Teile des Compo-Profigeschäfts zum 1. Juli 2009 in der Gesellschaft K+S Nitrogen zusammen.
Anfang März 2011 wurde Compo für 205 Millionen Euro an den Private-Equity-Investor Triton verkauft.
2016 erfolgte die Übernahme von Compo durch die Kingenta Ecological Engineering Group (China).
Im Juni 2021 wurde Compo an den Finanzinvestor Duke Street LLP weiterverkauft.